# Rhenusana

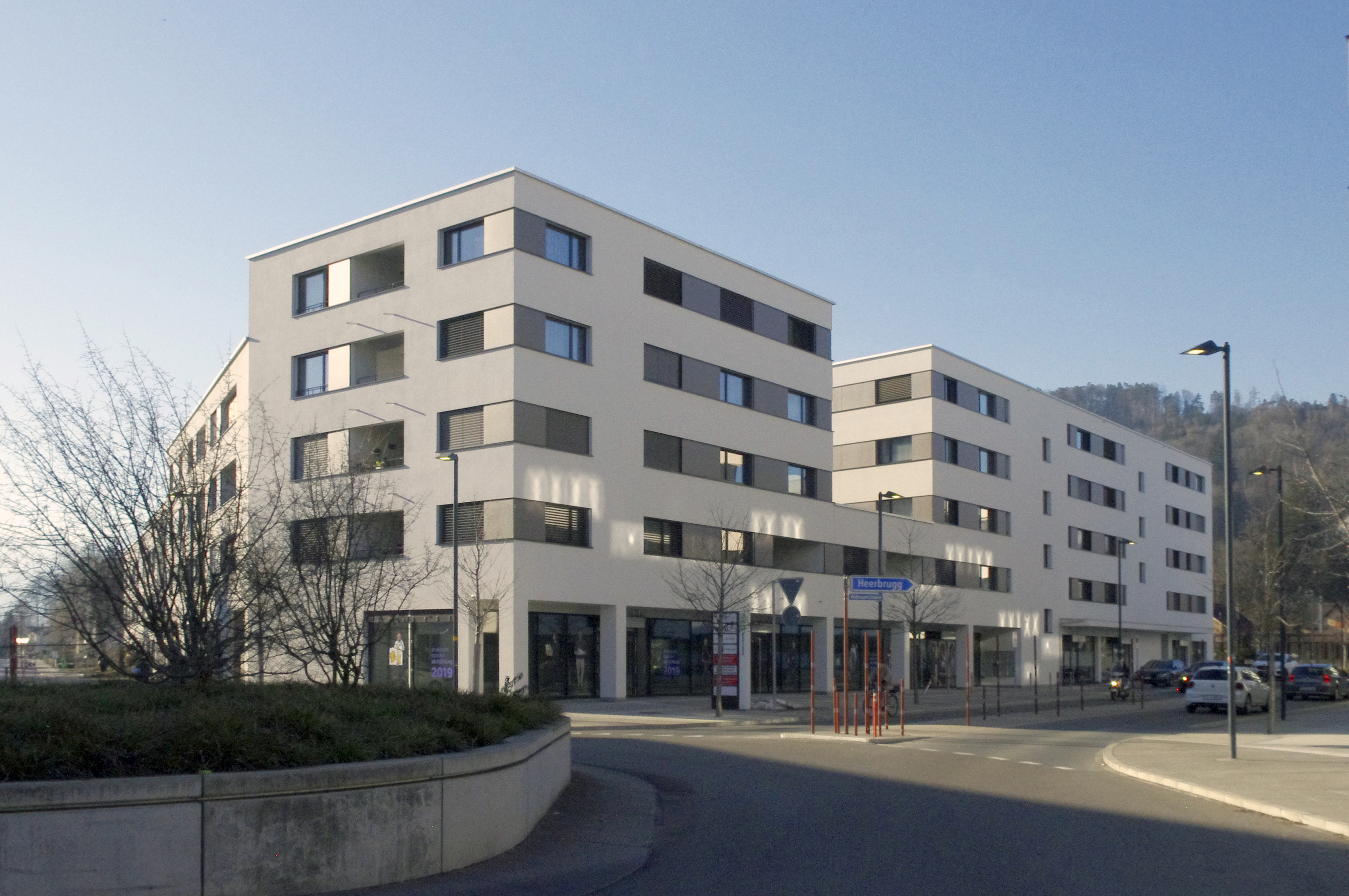
Sitz & Geschäftsstelle Heerbrugg

Die Rhenusana (Eigenschreibweise rhenusana)  ist eine Krankenkasse mit Sitz im schweizerischen Heerbrugg. Sie vertritt etwa 11'000 Versicherte. Die Prämieneinnahmen belaufen sich auf etwa 40 Mio. CHF. Damit gehört die Rhenusana zu den mittelgrossen Krankenkassen in der Schweiz und arbeitet unter dem Dach des RVK – des Verbands der kleinen und mittleren Krankenkassen. Der Verein Rhenusana beschäftigt rund 20 Mitarbeitende und bildet 2020 zwei Lernende aus. Die Rhenusana verfügt über Geschäftsstellen in Heerbrugg und Oberriet.

## Tätigkeitsgebiet
Das Kerngeschäft bildet die obligatorische Grundversicherung mit 75 Prozent der Prämieneinnahmen. Daneben werden verschiedene Gesundheitszusatzversicherungen (25 Prozent der Prämieneinnahmen) angeboten.

## Partnerschaften
Die Kasse ist Partner des FC St. Gallen und unterstützt auch kleinere Vereine in der Umgebung. Das Unternehmen ist Mitglied des RVK.

## Geschichte
Am 18. März 1944 fand die Gründungsversammlung der „Betriebskrankenkasse der Verkaufs AG Heinrich Wild’s geodätische Instrumente“ statt, an der auch der Beitritt zum Schweizerischen Betriebskrankenkassen-Verband beschlossen wurde.
Am 1. Mai nahm die Kasse mit 705 Gründungsmitgliedern ihre Tätigkeit auf. Zwei Monate später erkannte der Regierungsrat des Kantons St. Gallen die Kasse an. Im Herbst 1944 wurde sie vom Bundesamt für Sozialversicherung anerkannt.
Seit 2006 agiert die Kasse unter dem Namen rhenusana.